# Karlsøya (Troms)
Karlsøya  est une île rocheuse du comté de Troms, sur la côte de la mer de Norvège. L'île fait partie la municipalité de Karlsøy et était un ancien village de pêcheurs.

## Description
L'île de 8 km2 se trouve au sud de Vannøya et au nord-est de Reinøya, le long du côté ouest de l' Ullsfjorden (en). L'ile est desservie par ferry au départ de Hansnes. 
En raison du substratum rocheux, Karlsøya possède une flore riche, en particulier d'orchidées. De nombreuses plantes ont ici leur limite nord. Karlsøya a également une grande population d'aigles de mer.